# Rosa irysthonica
Rosa irysthonica — вид рослин з родини трояндових (Rosaceae). 

## Поширення
Вид зростає в Грузії.